# Cristian Machado

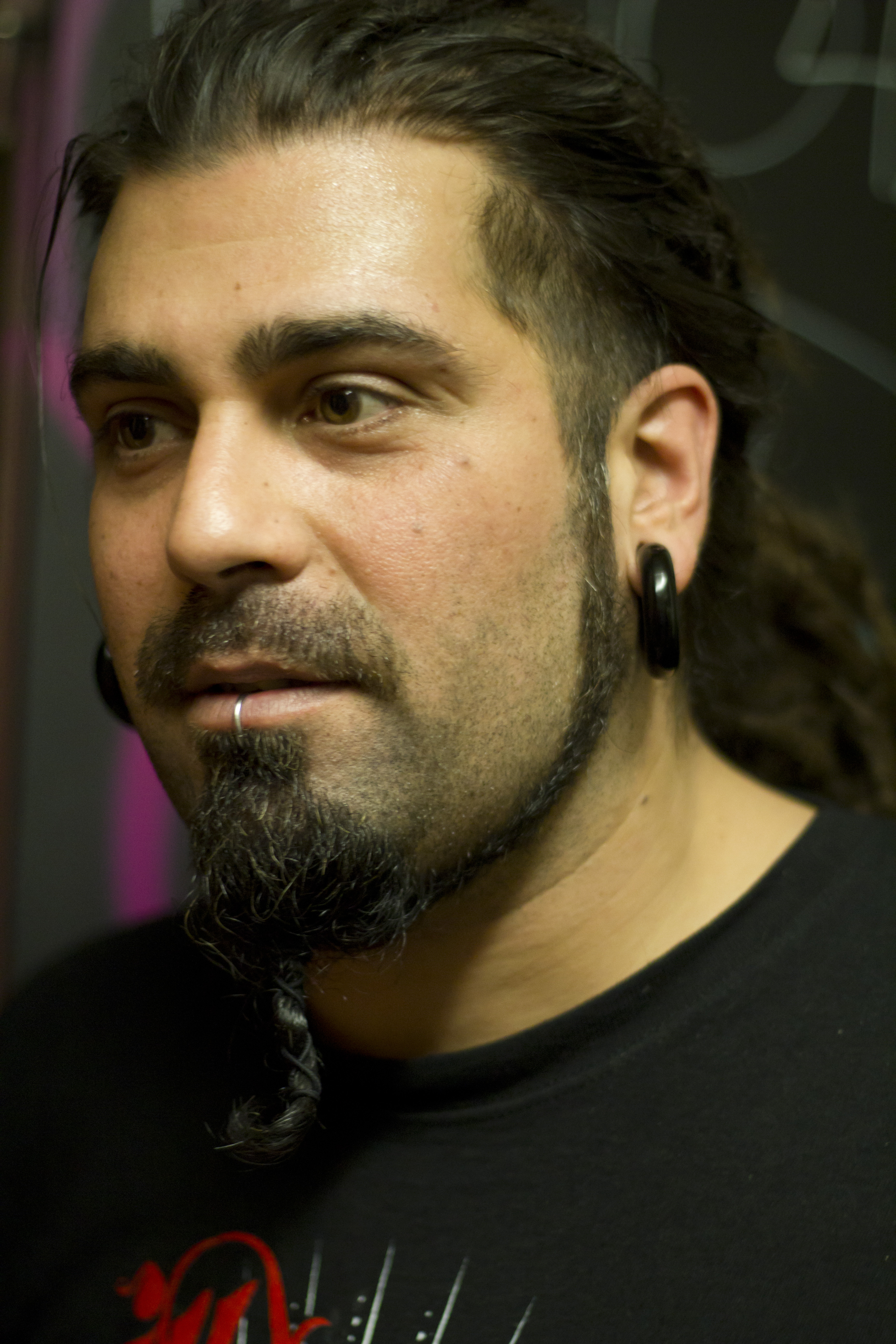
Cristian Machado, 2011

Cristian Machado (* 1974 in Rio de Janeiro) ist ein brasilianischer Sänger und war bis März 2020 bei der Metal-Band Ill Niño. Er war ebenfalls für Headclamp und La Familia aktiv und hatte mehrere Gastauftritte auf Alben wie Soulflys 3 und 40 Below Summers The Mourning After.

## Kindheit
Cristian wurde als Sohn eines brasilianischen Musikers geboren, zog aber bald mit seiner Mutter nach Venezuela. 1986 wiederum zogen sie nach New Jersey, wo er den Rest seiner Jugend verbrachte. Während seiner Jugendzeit kannte er seinen Vater nie richtig. Seine Mutter erzählte ihm, sein Stiefvater wäre sein wirklicher Vater. Er fand erst heraus, wer sein wahrer Vater war, als dieser ihn anrief und ihm erzählte, dass er sein Vater sei. Cristian wollte ihn allerdings nicht sehen, heutzutage hält er jedoch durch Telefon und E-Mail Kontakt zu ihm.

## Trivia
Er benutzt das Mikrophon von Dave Williams, dem ehemaligen Sänger von Drowning Pool. Sie waren gute Freunde und beide Bands befreundeten sich während der Jägermeister-Tour. Nachdem Williams gestorben war, wurde ihm sein Mikrofon von der Band und Daves Familie in Ehren übergeben.